# Barraca B-22
La barraca B-22 és una barraca de vinya situada al municipi de Subirats (Alt Penedès), a les vinyes de Can Rossell, 450 metres al sud-est de la cruïlla del camí del Subirat Parent amb carretera de la urbanització Can Rossell de la Costa.
Construcció aixecada en pedra seca situada entre dos marges de pedra seca, al costat d'un camp de ceps abandonats. La seva planta és circular i forma troncocònica, de 2,15 m de diàmetre interior i una alçada màxima de 1,95 m. La construcció és de la tipologia de sostre de falsa volta, típic en aquestes edificacions (acostament de filades de pedra seca, sense cap mena de material d'unió, i amb una gran llosa per tapar el sostre). La llinda de la porta és plana i destaquen els blocs de pedra de mides grans que conformen el marc de la porta. El sostre de la barraca està recobert de lliris, planta que s'utilitza normalment per reforçar la unió de les pedres de la cúpula.
El portal, orientat al sud, té una alçada de 137 cm, una amplada de 64 cm i un gruix de 65 cm. L'estat de conservació és bo.
El codi utilitzat en la denominació d'aquesta barraca (lletra + número) procedeix d'un estudi realitzat per Araceli Soler i Jaume Rovira, que intenta sistematitzar la informació sobre aquests elements arquitectònics al terme de Subirats.